# Piper arunachalense
Piper arunachalense är en pepparväxtart som beskrevs av Gajurel, Rethy & Y.Kumar. Piper arunachalense ingår i släktet Piper och familjen pepparväxter. Inga underarter finns listade i Catalogue of Life.